# Миронов, Игорь Геннадьевич
Игорь Геннадьевич Миронов (род. 1 июля 1979 года, Уфа, Башкирская АССР, РСФСР, СССР) — российский политический деятель, менеджер, глава администрации города Салавата с 12 мая 2020 года по октябрь 2023 года.

## Биография
Родился 1 июля 1979 года в Уфе.
В 1996—2001 годах проходил обучение в Башкирском государственном университете, специальность — «национальная экономика».
В 1998—2001 годах работал начальником отдела реализации ООО «Продуктсервис».
В 2001—2004 годах работал специалистом Министерства экономического развития и торговли РФ.
В 2004—2006 годах являлся ведущим специалистом ОАО «Сибнефть».
В 2006—2014 годах занимал различные позиции — от ведущего специалиста до начальника управления в компании «Газпром нефть».
В 2015—2016 годах являлся заместителем генерального директора по производству и технологиям ООО «Газпромнефть-Битумные материалы».
В 2016—2017 годах занимал должность генерального директора ТОО «Газпромнефть-Битум Казахстан».
В 2017—2019 годах занимал должность руководителя программ по операционным проектам (центр развития СУОД ПАО «Газпромнефть»).
С января по апрель 2020 года — на должности первого заместителя министра промышленности и энергетики Республики Башкортостан.
С 12 апреля по 19 мая 2020 года являлся исполняющим обязанности главы администрации городского округа город Салават.
С 20 мая 2020 года занимает должность главы администрации городского округа город Салават.
11 ноября 2020 года Игорь Миронов заболел COVID-19. Также заболела его супруга. В связи с болезнью отправился на больничный.
В декабре 2020 года назывался одним из вероятных кандидатов на пост мэра города Уфы после кончины Ульфата Мустафина.

## Инциденты
По итогам 2020 года жена Миронова задекларировала за год на 7 миллионов больше, чем самый богатый мэр в Башкортостане — 65 миллионов рублей. Указанная сумма превышает доход самого Игоря Миронова в 26 раз. Сам Игорь Миронов отчитался о доходе в 2,5 миллиона рублей. В доход супруги включены деньги от продажи имущества. У семейной пары имеются во владении дом, земля, квартира, 2 автомобиля.
В марте 2023 года против Игоря Миронова возбудили уголовное дело по статье «Превышение должностных полномочий» — за передачу МУП Электросети на 50 лет фирме из Красногорска. В результате данных действий, по версии следствия, бюджет города потерял большую сумму. Миронов отстранён от должности главы Салавата, ему запретили пользоваться интернетом и появляться в здании Администрации города Салавата.

## Личная жизнь
Есть жена — Татьяна Миронова, которая в декабре 2022 года попала в ДТП и получила травмы. Пара воспитывает двух дочерей.